# Leskeodon parvifolius
Leskeodon parvifolius är en bladmossart som beskrevs av Edwin Bunting Bartram 1960. Leskeodon parvifolius ingår i släktet Leskeodon och familjen Daltoniaceae. Inga underarter finns listade i Catalogue of Life.